# Teleewangelizm
Teleewangelizm – sposób nauczania, ewangelizacji za pomocą mediów jak radio lub telewizja. 
Teleewangelizm został zapoczątkowany w Stanach Zjednoczonych i Kanadzie, gdzie zyskał sobie dość sporą grupę zwolenników. Niektórzy z pastorów prowadzili regularne audycje już od pierwszych dni funkcjonowania radia. Jednym z bardziej znanych teleewangelistów był o. Charles Coughin, którego nauczanie można było usłyszeć w czasie trwania wielkiego kryzysu w Stanach Zjednoczonych.